# Осова (Росія)
Осова́ (рос. Осовая) — присілок у складі Тотемського району Вологодської області, Росія. Входить до складу Калінінського сільського поселення.

## Населення
Населення — 23 особи (2010; 21 у 2002).
Національний склад (станом на 2002 рік):
- росіяни — 100 %